# Rammelsbergite
La rammelsbergite è un minerale appartenente al gruppo della löllingite.